# Фон Лихберг, Хайнц
Хайнц фон Лихберг (нем. Heinz von Lichberg, настоящая фамилия фон Эшвеге, von Eschwege; 7 сентября 1890, Марбург — 14 марта 1951, Любек) — немецкий писатель и журналист. Известен как автор сборника 15 рассказов под общим названием «Проклятая Джоконда» (1916), в число которых вошёл и рассказ «Лолита», героиня которого якобы послужила прототипом набоковской «Лолите» (1955). Имя писателя стало вновь известно благодаря германисту Михаэлю Маару.